# Jezebelle Bond
Jezebelle Bond (Eureka, California; 27 de mayo de 1979) es una actriz pornográfica estadounidense.

## Biografía
Tras nacer en Eureka, con la edad de 2 años su familia se traslada a San Luis Obispo, California, donde crece. Con 18 años decide trabajar como estríper tras ver películas como Striptease o Showgirls. Sin embargo el sueldo que recibe no cumple sus expectativas y se plantea dar el salto hacia el cine para adultos.
En 1999 debuta en la industria porno. Ese año, rueda únicamente dos películas (More Dirty Debutants 116 y Four Finger Club 8). Dedica el resto del tiempo a posar para revistas. En un primer momento la actriz rueda poco y se limita a hacer escenas lésbicas como en: Flash (2000), Confessions (2001) e Innocence (2001).
A partir del 2002 empieza a alternar sus habituales escenas lésbicas con alguna escena heterosexual como sucede en Vixxen o Sex In The Valley. En 2003 realiza su primera escena de sexo anal en 100 % Anal 2: Welcome To Jezebelle, posteriormente solo repetiria la experiencia en: Kill Girl Kill 2 (2005).
Aun así, en su filmografía que se extiende hasta el año 2008 siguen teniendo mayor presencia las escenas donde interviene sólo con otras chicas.

## Curiosidades
- Tiene una gran afición por los tatuajes. De hecho luce más de una decena de ellos sobre su cuerpo.[2]